# Dejodase
Dejodasen zijn seleenhoudende enzymen die belangrijk zijn bij de activering en deactivering van schildklierhormonen.
In de weefsels kunnen dejodasen schildklierhormonen activeren of juist buiten werking stellen. De activering komt door omzetting van het prohormoon thyroxine (T4) naar een actief hormoon tri-joodthyronine (T3) door de verwijdering van een jodiumatoom op de buitenring. De inactivering van schildklierhormonen komt door verwijdering van een jodiumatoom op de binnenring die thyroxine in het inactieve reverse tri-joodthyronine (rT3) omzet, of die actieve tri-joodthyronine in inactieve di-joodthyronine omzet.
In de meeste gewervelde dieren zijn er drie enzymen die schildklierhormonen kunnen dejoderen. Dejodase type I van joodthyronine wordt algemeen gevonden in de lever, de nier, het spierweefsel en de schildklier. Type II-dejodase wordt meestal in de hersenen, maar ook in de testikels en in de schildklier gevonden. Type III dejodase wordt gevonden in het foetale weefsel en de moederkoek.

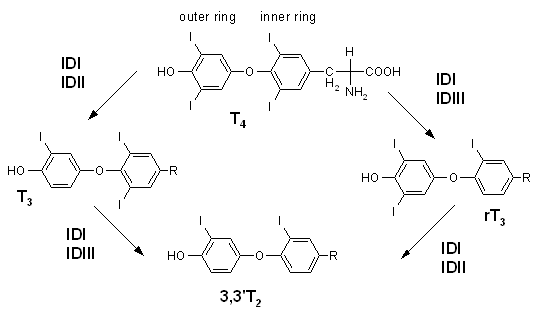
Omzettingen tussen rT3, T3, T4 en T2